# Dačov Lom
Dačov Lom (allemand : Lam,  hongrois : Dacsólám) est un village de Slovaquie situé dans la région de Banská Bystrica.

## Histoire
La première mention écrite du village date de 1333.

## Démographie

### Évolution de la population
| Année:               | 1994. | 2004.   | 2014.   | 2024.   |
| -------------------- | ----- | ------- | ------- | ------- |
| Nombre de personnes: | 433   | 415     | 424     | 398     |
| Différence:          |       | -4,15 % | +2,16 % | -6,13 % |

| Année:               | 2023. | 2024.   |
| -------------------- | ----- | ------- |
| Nombre de personnes: | 391   | 398     |
| Différence:          |       | +1,79 % |